# Катажинув (Лодзький-Східний повіт)
Катажинув (пол. Katarzynów) — село в Польщі, у гміні Колюшки Лодзький-Східного повіту Лодзинського воєводства.
Населення — 274 особи (2011).
У 1975-1998 роках село належало до Пйотрковського воєводства.

## Демографія
Демографічна структура станом на 31 березня 2011 року:
|          | Загалом | Допрацездатний вік | Працездатний вік | Постпрацездатний вік |
| -------- | ------- | ------------------ | ---------------- | -------------------- |
| Чоловіки | 129     | 27                 | 89               | 13                   |
| Жінки    | 145     | 33                 | 82               | 30                   |
| Разом    | 274     | 60                 | 171              | 43                   |